# Eva Ander
Eva Ander, verh. Ander-Dunckel, (* 31. Oktober 1928 in Dresden; † 25. Januar 2004 ebenda) war eine deutsche Pianistin und Klavierpädagogin.

## Leben

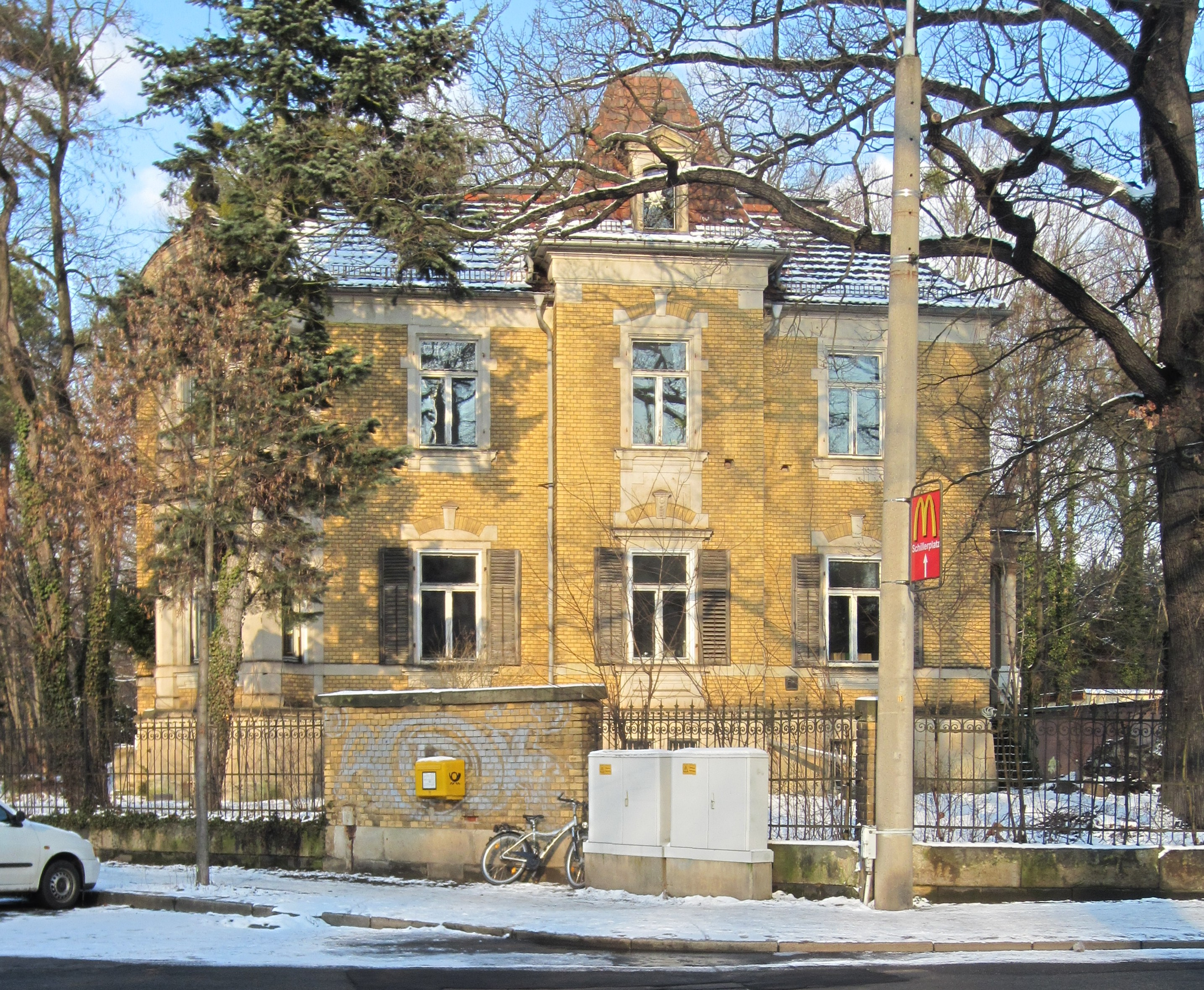
Villa Lothringer Weg 3, langjähriger Wohnort Eva Anders

Ander studierte von 1945 bis 1950 an der Dresdner Akademie für Musik und Theater Klavier und absolvierte ein Meisterstudium bei Johannes Schneider-Marfels und Theo Other. Während dieser Zeit trat sie bereits als Solistin mit der Dresdner Philharmonie auf: Sie hatte im September 1949 in einem Konzert junger Künstler mit einem Stück von Richard Strauss ihr Bühnendebüt gegeben. Ander ging nach Ende ihres Studiums nach Berlin, wo sie ab 1951 als Dozentin für Klavier an der Hochschule für Musik „Hanns Eisler“ Berlin tätig war. Zu ihren Schülern gehörten unter anderem die Komponisten Christian Kozik und Helge Jung.
Ander kehrte 1963 nach Dresden zurück und wurde Dozentin für Klavier an der Hochschule für Musik Carl Maria von Weber Dresden. Im Jahr 1972 wurde sie zur Professorin berufen und beendete ihre Lehrtätigkeit 1989. Während ihrer Zeit an der Dresdner Hochschule „prägte sie das Profil der Klavierabteilung entscheidend mit“. Zu ihren Schülern gehörten die Pianisten Damian Zydek, Detlef Kaiser und Christine Nauck. Nach ihrer Pensionierung war Ander weiterhin als Honorarkraft an den Musikhochschulen Berlin und Dresden tätig.
Ander trat bis 1990 in 36 Konzerten mit den Dresdner Philharmonikern auf und arbeitete ab 1950 auch mit der Sächsischen Staatskapelle zusammen. Gastspiele führten sie bis nach Asien. Regelmäßig trat sie mit ihrem Ehemann Rudolf Dunckel mit vierhändigen Klavierstücken und Werken für zwei Klaviere auf. Nach Dunckels Tod 1995 begleitete sie den Opernsänger Theo Adam, der zuvor mit ihrem Mann zusammengearbeitet hatte, am Klavier. Weitere Künstler, mit denen Ander zusammenarbeitete, waren unter anderem der Geiger Reinhard Ulbricht und der Cellist Clemens Dillner. Ander beschäftigte sich besonders intensiv mit Kammermusik und spielte mehrere Platten mit Kammermusikstücken ein. Zudem spielte sie zahlreiche Klavierstücke zeitgenössischer Komponisten der DDR in Uraufführung ein, darunter Werke von Otto Reinhold, Johannes Paul Thilman, Ruth Zechlin und Max Butting, Hugo Raithel. Im Jahr 1990 gab Ander unter dem Dirigat von Jörg-Peter Weigle ihr Abschiedskonzert in Dresden.
Ander und Dunckel lebten 30 Jahre in der Villa Lothringer Weg 3; Ander zog nach dem Tod ihres Ehemanns in die Äußere Neustadt. Sie verstarb 2004 und wurde auf dem Waldfriedhof Weißer Hirsch beigesetzt.

## Diskografie (Auswahl)
- 1970: Ludwig van Beethoven – Volksliedervariationen – Zehn Variierte Themen Op. 107 Für Klavier Und Flöte Oder Violine, LP
- 1972: Felix Mendelssohn Bartholdy – Sonate Für Violoncello Und Klavier Nr. 1 B-Dur Op. 45 / Sonate Für Violoncello Und Klavier Nr. 2 D-Dur Op. 58, LP
- 1974: Max Butting – Triptychon für großer Orchester, LP
- 1978: Ludwig van Beethoven – Klavierkonzert Es-dur WoO 4. Deutsche Schallplatten, Berlin
- 1981–1982: Klaviermusik des 20. Jahrhunderts. Deutsche Schallplatten, Berlin
- 1990: Contemporary East German pianists : a portrait in music. CD, Pilz Media Group
- 1996: Felix Mendelssohn Bartholdy – Cello sonatas nos. 1 & 2. Edel, Hamburg